# (4483) Petöfi
(4483) Petöfi – planetoida z pasa głównego asteroid okrążająca Słońce w ciągu 2 lat i 244 dni w średniej odległości 1,92 j.a. Została odkryta 9 września 1986 roku w Krymskim Obserwatorium Astrofizycznym w Nauczny na Krymie przez Ludmiłę Karaczkinę. Nazwa planetoidy pochodzi od Sándora Petőfiego (1823–1849), węgierskiego poety. Przed jej nadaniem planetoida nosiła oznaczenie tymczasowe (4483) 1986 RC2.